# Операция «Арбалет» (фильм)
«Операция „Арбалет“» (англ. Operation Crossbow) — британский военный художественный фильм 1965 года, снятый режиссёром Майклом Андерсоном по сценарию Эмерика Прессбургера. Фильм описывает события реальной одноимённой операции Второй мировой войны.

## Сюжет
В декабре 1942 года британская разведка получает информацию о новом оружии возмездия немцев — ракетах большой дальности. На основе аэрофотоснимков место расположения пусковых установок было найдено и уничтожено RAF. Но ракеты Фау продолжают падать на Лондон. Становится понятным, что главная цель не была уничтожена. По сообщениям разведки, ракеты V-1 и V-2 производятся на острове Узедом в Балтийском море. Принято решение отправить на тщательно охраняемый подземный завод по производству ракет ФАУ-2 трёх агентов-экспертов под видом специально подготовленных инженеров. Их задача — сбор информации и передача её в Лондон. На завод внедрён двойной агент.

## В ролях
- Джордж Пеппард — лейтенант Джон Кертис
- Тревор Ховард — профессор Линдеман
- Джон Миллс — генерал Бойд
- Софи Лорен — Нора
- Ричард Джонсон — Дункан Сендис
- Том Кортни — Роберт Хеншоу
- Джереми Кемп — Фил Бредли
- Энтони Куэйл — Бемфорд
- Лилли Палмер — Фрида, владелица отеля
- Пол Хенрейд — генерал Цимман
- Хельмут Дентин — генерал Линц
- Барбара Рюттинг — Ханна Райч
- Ричард Тодд — командер Кендалл
- Патрик Вимарк — премьер-министр Уинстон Черчилль
- Антон Диффринг — немецкий солдат (в титрах не указан)